# Championnat du Ghana de football 1963-1964
 (décembre 2023).
Si vous disposez d'ouvrages ou d'articles de référence ou si vous connaissez des sites web de qualité traitant du thème abordé ici, merci de compléter l'article en donnant les références utiles à sa vérifiabilité et en les liant à la section « Notes et références ».
Navigation
Saison précédente Saison suivante
La saison 1963-1964 du Championnat du Ghana de football est la sixième édition de la première division au Ghana, la Premier League. Elle regroupe, sous forme d'une poule unique, les dix-huit meilleures équipes du pays qui se rencontrent deux fois, à domicile et à l'extérieur. En fin de saison, les deux derniers du classement sont relégués et remplacés par les deux meilleures formations de deuxième division.
C'est le club d'Asante Kotoko qui remporte le championnat cette saison après avoir terminé en tête du classement final, avec huit points d'avance sur Hearts of Oak et neuf sur Great Olympics. C'est le deuxième titre de champion du Ghana de l'histoire du club, après celui remporté en 1959.
La compétition est arrêtée après la 25e journée afin de permettre à la sélection ghanéenne de se préparer pour le tournoi olympique de football. Le classement au moment de cette interruption est par la suite entériné comme classement final par la fédération. L'une des conséquences de cette décision est l'annulation de la relégation des clubs les moins bien classés du championnat (mais la promotion de deux clubs de D2 est maintenue).

## Les clubs participants
| - Hearts of Oak - Asante Kotoko - Cornerstones - Great Olympics - Brong Ahafo United - Great Ashanti - Real Republicans Accra - Ghana Army FC - Promu de D2 - Brong Ahafo Stars | - Eleven Wise - Ghana Independance FC - Mysterious Dwarfs - Venomous Vipers - Fankobaa Swedru - Promu de D2 - Eastern Rovers - Adansi United - Promu de D2 - Susu Biribi FC - Promu de D2 - Harbour City FC |

## Compétition
Le barème de points servant à établir les classements se décompose ainsi :
- Victoire : 2 points
- Match nul : 1 point
- Défaite : 0 point

### Classement
| Rang | Équipe                     | Pts | J  | G  | N | P  | Bp | Bc | Diff |
| ---- | -------------------------- | --- | -- | -- | - | -- | -- | -- | ---- |
| 1    | Asante Kotoko              | 45  | 25 | 22 | 1 | 2  | 88 | 27 | +61  |
| 2    | Hearts of Oak              | 37  | 25 | 17 | 3 | 5  | 66 | 34 | +32  |
| 3    | Great Olympics             | 36  | 25 | 15 | 6 | 4  | 65 | 32 | +33  |
| 4    | Cornerstones               | 35  | 25 | 15 | 5 | 5  | 54 | 31 | +23  |
| 5    | Brong Ahafo United         | 34  | 25 | 15 | 4 | 6  | 55 | 28 | +27  |
| 6    | Great Ashanti              | 34  | 25 | 14 | 6 | 5  | 50 | 35 | +15  |
| 7    | Real Republicans Accra'T'C | 32  | 25 | 14 | 4 | 7  | 50 | 31 | +19  |
| 8    | Ghana Independance FC      | 29  | 25 | 11 | 7 | 7  | 51 | 53 | -2   |
| 9    | Ghana Army FCP             | 26  | 25 | 12 | 2 | 11 | 55 | 48 | +7   |
| 10   | Venomous Vipers            | 24  | 25 | 9  | 6 | 10 | 33 | 41 | -8   |
| 11   | Fankobaa SwedruP           | 22  | 25 | 9  | 4 | 12 | 44 | 63 | -19  |
| 12   | Brong Ahafo Stars          | 17  | 25 | 7  | 3 | 15 | 36 | 53 | -17  |
| 13   | Eastern Rovers             | 16  | 25 | 7  | 2 | 16 | 34 | 45 | -11  |
| 14   | Adansi UnitedP             | 16  | 25 | 6  | 4 | 15 | 41 | 56 | -15  |
| 15   | Eleven Wise                | 14  | 25 | 5  | 4 | 16 | 25 | 45 | -20  |
| 16   | Susu Biribi FCP            | 14  | 25 | 5  | 4 | 16 | 39 | 68 | -29  |
| 17   | Mysterious Dwarfs          | 13  | 25 | 4  | 5 | 16 | 30 | 43 | -13  |
| 18   | Harbour City FC            | 7   | 25 | 1  | 5 | 19 | 28 | 71 | -43  |

|  | Champion du Ghana 1964                                                                |
|  | T : Tenant du titre C : Vainqueur de la Coupe du Ghana P : Promu de deuxième division |

## Bilan de la saison
| Championnat du Ghana de football 1963-1964 |                          |
| Champion                                   | Asante Kotoko (2e titre) |
| Coupes et trophées                         |                          |
| Vainqueur de la Coupe du Ghana 1963-1964   | Real Republicans Accra   |
| Promotions et relégations                  |                          |
| Promus en Premier League                   | Wassaman FC              |
| Promus en Premier League                   | Sekondi Hasaacas         |
| Relégués en Second League                  | Aucun                    |